# Pulau Pangkor

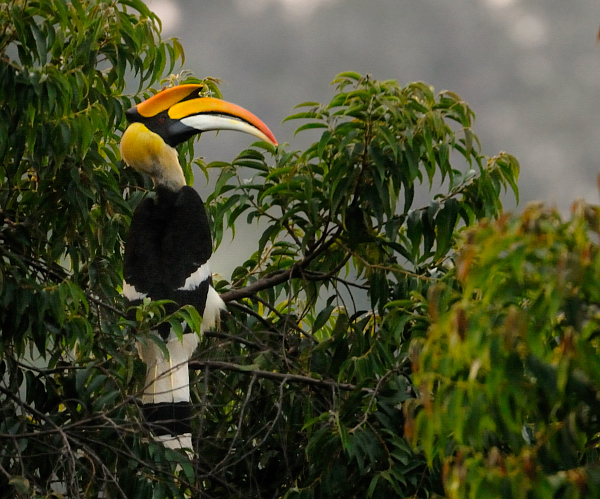
Dubbelhoornige neushoornvogel

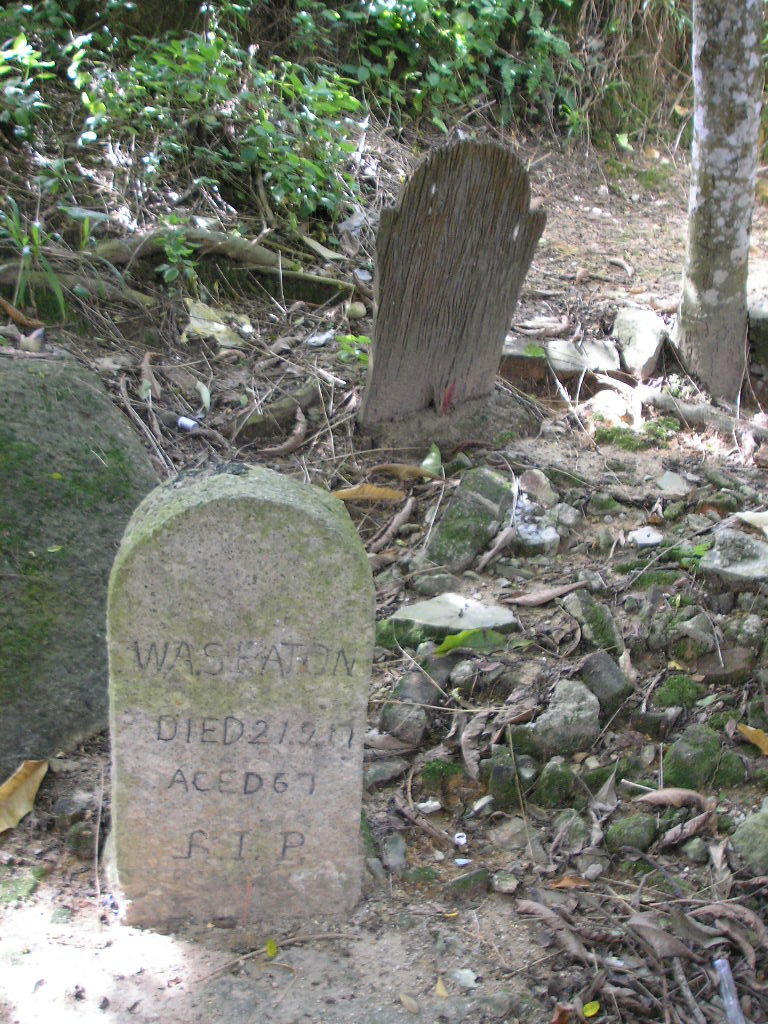
Oude Nederlandse graven

Pulau Pangkor is een eiland aan de westkust van Maleisië in Azië. Het eiland heeft een omtrek van circa 8 kilometer en er wonen ongeveer 20.000 mensen.

## Algemene informatie
Het binnenland van het eiland is niet bewoonbaar, dit is alleen maar jungle. Alleen de kust is bewoonbaar. De grootste stad op het eiland is Pangkor Town. De andere dorpen op Pangkor zijn oude vissersdorpen. Het eiland ligt in de Maleisische provincie Perak, waarvan de hoofdstad Ipoh is. Het eiland heeft vele stranden. Enkele stranden zijn: Coral Bay, Nipah Bay, Teluk Ketapang en Teluk Segadas.

## Klimaat
In bijna heel Maleisië heerst een tropisch klimaat, zo ook op dit eiland. Op het eiland regent het gemiddeld 3 maanden per jaar en is het 9 maanden per jaar droog. De gemiddeld afgemeten temperatuur per jaar ligt overdag rond de 32 graden Celsius en 's nachts rond de 23 graden Celsius. Ook zijn er vele verschillende soorten dieren te zien, waaronder: apen, vogels, tijgers, slangen, zwijnen, vissen, grote hagedissen en vele insecten.

## Ligging
Pulau Pangkor ligt net boven de evenaar, vandaar ook de hoog oplopende temperaturen. Het eiland ligt in de zee tussen Indonesië en Maleisië: de Straat van Malakka. Om Pulau Pangkor heen liggen nog 8 eilandjes waarvan Pulau Pangkor en Pangkor Laut de grootste zijn. Het is te bereiken met de boot van Lumut of via een binnenlandse vlucht naar de luchthaven van Pulau Pangkor, Berjaya Air.

## Vervoer
Het vervoer op Pulau Pangkor wordt vooral geregeld door de aparte roze taxi's op het eiland. De bevolking maakt er niet of nauwelijks gebruik van auto's, veel auto's zijn er dus ook niet, er zijn wel veel mensen op de fiets. Er zijn veel mogelijkheden om een scooter of motor te huren op het eiland, auto's zijn er nergens te huur.

## Taal
Op Pulau Pangkor spreekt 25% van de bevolking het Chinese mandarijn. De overige 75% spreekt Maleis.

## Toerisme
Het toerisme is de belangrijkste bron van inkomen voor de inwoners van Pulau Pangkor. Het eiland is voor vele toeristen erg aantrekkelijk door de stranden, het goedkope eten, de gastvrije mensen en het tropische klimaat. Het toerisme is na de tsunami van 2004 wel wat afgenomen, omdat de toeristen bang zijn voor dit soort rampen.

## Voedsel
In de Maleisische keuken worden vele verschillende specerijen gebruikt, die het eten vaak zoet, zuur, bitter of scherp maken. Er wordt veel verschillend gekookt in Maleisië, dit komt door de vele verschillende mensen uit andere landen die er wonen. Er wordt veel gekookt met rijst, kip, vis, garnalen, geitenvlees en lam- en rundvlees. Varkensvlees is niet verboden bij de wet, er zijn wel veel moslims in het land, maar bij vele Chinezen wordt gewoon varkensvlees klaargemaakt.

## Kota Belanda

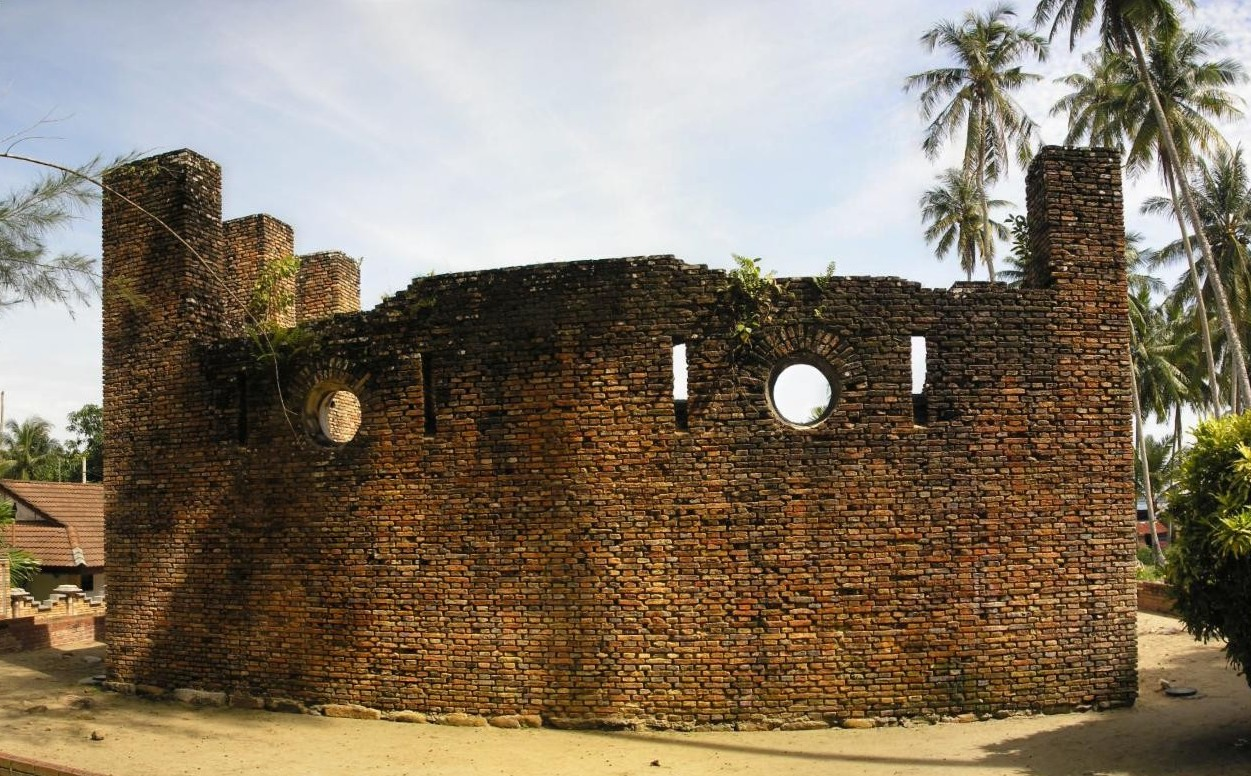
Het Hollands fort

Kota Belanda (Hollands fort) is een fort dat in 1670 door de Verenigde Oost-Indische Compagnie op het eiland gezet. Dit fort diende om de piraten af te schrikken. In 1690 werd het verwoest door de Maleisiërs door de onvrede van de regels en wetten van de Nederlanders. In 1743 hebben de Nederlanders het opnieuw opgebouwd, maar deze werden verslagen, trokken zich terug en hebben nooit meer gebruikgemaakt van dit fort, dat nog steeds te bezoeken is.